# サバッシュII 〜メヒテの大予言〜
『サバッシュII 〜メヒテの大予言〜』（サバッシュツー メヒテのだいよげん）は1993年にグローディアが開発し、ポプコムソフトから発売されたロールプレイングゲーム。前作『サバッシュ』に続き三遊亭圓丈が関わり、シナリオ、ゲームシステムなど全てのことを担当した。開発期間は5年。
このゲームは三人の主人公、王子マジョーン・ハイヤーム、漁師の子マジョーン・ラムセス、商人の子マジョーン・トロフが存在し、主人公を変えることにより三回はゲームを楽しめることができる。世界滅亡までの数十日の間に予言者メヒテを打倒しなければならない。また、用意されたシナリオやイベントに柔軟性があり、ゲーム進行がいわゆる一本道でないことが特徴。
後にMicrosoft Windows上で動作するエミュレータによる復刻版も発売された。

## 備考
- コピープロテクトが発動すると、マジョーン艦が面妖なアヒルのボートに変貌し、そのままゲームが進行不可能である旨を伝える警告ムービーが流れる。

## 関連書籍
- サバッシュ2公式ガイドブック 新企画社 1993年5月 ISBN 978-4-09-385052-0